# Jack Sparrow
Kapitein Jack Sparrow is een fictieve piraat en een hoofdpersonage uit de films Pirates of the Caribbean: The Curse of the Black Pearl (2003), Pirates of the Caribbean: Dead Man's Chest (2006), Pirates of the Caribbean: At World's End (2007), Pirates of the Caribbean: On Stranger Tides (2011) en Pirates of the Caribbean: Dead Men Tell No Tales (2017). Ook komt hij voor in het computerspel Legend of Jack Sparrow (2006). Jack Sparrow wordt vertolkt door Johnny Depp.
Sparrow duikt ook op in de gamereeks Kingdom Hearts, waarin zijn stem werd vertolkt door James Arnold Taylor. In de Nederlandse vertaling is dit Pepijn Gunneweg. Hij komt verder nog voor in seizoen 3 van Sea Of Thieves (2021).

## Achtergrond
Het personage werd aanvankelijk bedacht als bijfiguur voor de films door Ted Elliott en Terry Rossio. Zij lieten zich onder andere inspireren door Bugs Bunny en Groucho Marx. Naarmate het script voor de eerste film vorderde, werd Jack steeds meer een hoofdfiguur.
Johnny Depp gebruikte naar eigen zeggen Keith Richards, gitarist van de Rolling Stones, als inspiratie voor de rol. Dit zonder Richards te imiteren. Oorspronkelijk zou Richards in het tweede deel de vader van Sparrow spelen. Dit ging, wegens verplichtingen aan de Rolling Stones, niet door. Wel verscheen Richards in die rol in het derde deel. Depp is ook door Errol Flynn geïnspireerd.
Johnny Depp kreeg een Academy Award-nominatie voor deze rol in 2004.

## Biografie

### Jonge jaren
Jack Sparrows geschiedenis van voor de eerste film wordt onthuld op Walt Disneys website, en het spel gebaseerd op de film. Jack Sparrow is de zoon van Teague Sparrow en werd geboren in Indië tijdens een tyfoon. Hij heeft leren zwaardvechten van een Italiaan. Zijn jeugdjaren worden vooral uitgediept in de boekenreeks Pirates of the Caribbean: Jack Sparrow, waarin te lezen is dat hij in zijn tienertijd reeds met een klein schip genaamd de Barnacle over de zeeën voer en met enkele bovennatuurlijke gebeurtenissen werd geconfronteerd.
Jack werkte ooit voor de Britse Oost-Indische Compagnie als kapitein van het schip de Wicked Wench. Jack werkte toen onder bevel van Cutler Beckett. Toen Jack een keer weigerde om slaven te vervoeren en hen vrijliet in Afrika, werd hij door Beckett gebrandmerkt als piraat. Beckett liet de Wicked Wench in brand steken en zinken, en Jack arresteren. Jack ontsnapte en besloot het beste te maken van zijn nieuwe status als piraat, aangezien hij niet van plan was om weer onder iemand te moeten werken.
Jack wilde zijn oude schip graag terug. Daarom maakte hij een deal met Davy Jones. Davy Jones zou Jacks schip uit de golven doen herrijzen. In ruil daarvoor zou Jack over 13 jaar lid worden van Jones’ bemanning, en hem 100 jaar dienen. Jack hernoemde het schip de Black Pearl en werd een succesvolle piraat.
Kort nadat hij piraat was geworden, werd Jack door Tia Dalma gevraagd om te helpen de Shadow Lord, een machtige alchemist die het had voorzien op de Broederschap Bijeenkomst, te verslaan. Dit is te lezen in de boekenreeks Pirates of the Caribbean: Legends of the Brethren Court.
Twee jaar na zijn aanstelling als kapitein van de Black Pearl (ongeveer 10 jaar voor aanvang van de eerste film) liep het voor Jack mis. Jack en zijn bemanning waren de legendarische Schat van Cortés op het spoor gekomen: een kist gevuld met Azteeks goud. Jack werd verraden door zijn eerste stuurman Hector Barbossa, die de bemanning aanzette tot muiterij. Jack werd achtergelaten op een eiland met enkel een pistool met 1 kogel. Jack ontdekte echter al snel dat het eiland een schuilplaats was van rumsmokkelaars, en wist ze zover te krijgen dat hij met hen mee mocht. Ondanks het verlies van zijn schip, bleef hij zich in de 10 jaar erop kapitein noemen en een leven als piraat nastreven.

### Pirates of the Caribbean: The Curse of the Black Pearl
10 jaar na de muiterij arriveert Jack in Port Royal om een schip te stelen, om zo naar Tortuga te varen, daar zijn bemanning verzamelen, en zo de Black Pearl terug te kapen. Hij wordt echter gearresteerd voor piraterij door Commodore James Norrington, omdat hij Elizabeth Swann in gevaar bracht nadat hij haar gered had...
Die nacht valt de Black Pearl Port Royal aan, om het laatste goudstuk van de schat in handen te krijgen, het laatste goudstuk is in handen van Elizabeth die het heeft gestolen van Will Turner en die het weer heeft gekregen van zijn vader Bill Turner. Jack bekijkt de hele aanval, waardoor zijn medegevangenen, die naast hem zaten, wel konden ontsnappen.
Jack zit nog steeds in zijn gevangenis, maar krijgt een bezoekje van Will die hem vraagt waar de Black Pearl aanmeert, Jack vraagt of hij de verhalen nog nooit heeft gehoord, en vertelt hem dat de Pearl aanmeert in Isla de Muerta, Will wil weten hoe je daar kunt komen, en Jack zegt dat het alleen kan voor degene wie het weet, daarna komt Will aan dat Elizabeth is ontvoerd, Jack begrijpt het, en vraagt wat de hele naam van Will is, Will antwoord met 'Turner' en Jack stemt er onmiddellijk mee toe, Will bevrijdt Jack en ze gaan vrijuit. Jack gaat vervolgens samen met Will de The Interceptor kapen, met een ingewikkeld plan, eerst stelen ze het grote schip, daarna komt Commodore Norrington aanvaren met de Interceptor, en ze gaan ongezien op de Interceptor, en varen vervolgens weg, naar Tortuga.
Jack en Will praten onderweg nog, en Will merkt op dat Jack meteen instemde toen hij de achternaam van Will te horen kreeg. Ook vraagt hij aan Jack of die zijn vader kende, en Jack antwoordde met: 'Ja, hij was een goeie piraat', maar Will gelooft het niet, en Jack vertelt hem, dat hij het niet hoeft te geloven, maar dat hij het toch heeft verteld.
Als ze in Tortuga aankomen, maken ze een deal met Gibbs om de Black Pearl terug te kapen, Gibbs antwoordt dat het gekkenwerk is, maar dat houdt Jack niet tegen, en hij vertelt Gibbs, dat Will de zoon is van Bill Turner, waardoor er bij Gibbs alles gaat veranderen, en hij stemt toe. Als Gibbs met allerlei zeelieden aankomt als bemanning, die net zo gek zijn als Jack, vindt Jack het goed, en ze gaan vervolgens achter de Black Pearl aan.
Aangekomen bij de grot, gaan Jack en Will samen erin om Elizabeth te redden, Jack wil het graag in zijn eentje doen, maar hij raakt bewusteloos door middel van een riem, wat komt door Will, die allang weet wat Jack gaat doen. Will redt vervolgens Elizabeth en ze gaan terug naar de Interceptor, Jack die wakker wordt en ziet dat ze hem al hebben ontdekt en ziet Barbossa al aankomen, Barbossa die helemaal verward is want volgens hem hadden ze Jack op Rum Island achtergelaten, en vraagt hem hoe hij daar weg is gekomen. Jack antwoordt: ' You forgot one very important thing, I'm Captain Jack Sparrow ' (Je bent één heel belangrijk ding vergeten, ik ben kapitein Jack Sparrow). Barbossa antwoordt dat dat niet meer zal gebeuren en zegt dat ze hem moeten afschieten, waarna Jack nog net op tijd is om te zeggen dat Elizabeths bloed niet gewerkt heeft. Barbossa laat iedereen hun geweren wegdoen, en zegt hem: ' You know who's blood we need ' (Je weet wiens bloed we nodig hebben). Jack zegt dat hij dat weet.
Als ze eenmaal terug zijn op de Black Pearl, wil Jack de Pearl heel graag terug, en dat hij de naam gaat noemen als hij wegvaart met zijn schip, maar Barbossa trapt daar niet in. Hij gaat gewoon verder met Jack zijn onnuttige onderhandeling, wanneer zijn First Mate aankomt met dat ze de Interceptor op het oog hebben, wil Jack het nog één keer proberen, om Barbossa over te krijgen, en vertelt hem dat hij naar de Interceptor toe gaat om het medaillon terug te vragen, maar Barbossa laat hem opsluiten in de gevangenis.
Wanneer de Interceptor en de Black Pearl elkaar aanvallen, ontsnapt Jack door middel van een kanonskogel die het slot van de deur geraakt heeft, en Jack gaat onmiddellijk terug naar de Interceptor om het medailon in handen te krijgen, maar helaas, Jack de aap was veel eerder dan Will om hem te zoeken in het ruim, en Jack belandt weer op de Pearl en wordt weer gevangengenomen. Will was bereid om met Barbossa mee te gaan om Elizabeth te redden en de bemanning, Jack moet nu de plank lopen, en vervolgens naar Rum Island terug zwemmen samen met Elizabeth, waar Jack vertelt hoe hij daar de vorige keer is ontsnapt door middel van rumsmokkelaars, maar hij heeft daar wel 3 nachten rum liggen te drinken. Elizabeth doet één avond mee, maar als Jack nog ligt te slapen verbrandt ze alle rum en het eten, waardoor Jack flipt, maar ze worden vervolgens gered door Norrington, die niet bereid is om Will te gaan redden, maar Elizabeth haalt hem over, en Jack vertelt hem het plan, maar tegelijk probeert hij Barbossa ook om te praten, door te zeggen dat Norrington hem overhoop gaat schieten als de vloek is opgeheven, Barbossa heeft geen zin in om dood te gaan en laat zijn mannen elke man uitroeien die daar op het schip is. Jack onderhandelt inmiddels met Barbossa, en wanneer zijn mannen elke man heeft uitgeroeid heeft hij twee schepen, en wat doe je met twee schepen, en Jack zegt dat hij de Pearl aan Jack kan geven, en hij het grootste schip neemt en hij zichzelf 'Commodore Barbossa' kan noemen, en hij wat van zijn buit natuurlijk aan Barbossa geeft, Barbossa vraagt om 50%, maar Jack zegt 25% en een grote hoed, en Barbossa & Jack hebben een deal, maar wat Barbossa niet heeft gezien is dat Jack ook een munt heeft gepakt uit de kist en nu zelf vervloekt is.
Als Barbossa na een tijdje aan Jack vertelt dat hij toch niet te voorspellen is, vertelt Jack ook letterlijk dat hij niet te vertrouwen is, en hij neemt een zwaard af, van een van zijn bemanning, werpt hem vervolgens naar Will, en die bevrijdt zichzelf, en Jack zelf bevecht Barbossa, die Jack neersteekt. Nog met het zwaard in zijn lichaam loopt Jack het maanlicht in en Barbossa ziet dat hij vervloekt is. Jack zegt tegen hem, terwijl hij het muntstuk tussen zijn vingers beweegt, dat hij het niet kon laten. Wanneer Elizabeth zichzelf ook in het gevecht mengt, nadat ze de bemanning heeft gered, ziet ze dat Jack vervloekt is. Ze besluit om Will verder te helpen.
Wanneer Barbossa afgeleid wordt door een explosie, maakt Jack het bloedoffer en geeft de munt snel aan Will, en Barbossa richt zijn pistool naar Elizabeth die aan komt lopen. Hij is echter te laat, want hij wordt neergeschoten door Jack, met het pistool met die ene kogel die hij al 10 jaar voor Barbossa bewaard heeft. Barbossa vertelt hem dat hij die kogel alsnog heeft verspild, maar als Will het bloedoffer maakt die zijn vader nooit heeft kunnen doen, wordt de vloek weer opgeheven. De kogelwond begint te bloeden, en Barbossa zegt nog: ' I feel... Cold ' (ik heb het... koud) en valt vervolgens neer. Jack vraagt of hij teruggebracht wordt naar zijn schip, maar hij ontdekt dat zijn schip er niet meer is, en hij terug naar Norrington moet, en vervolgens weer gearresteerd wordt.
Als Jack bijna wordt opgehangen, bevrijdt Will hem, en laat hem ontsnappen samen met Elizabeth, Jack valt per ongeluk in het water, en ziet dat de Black Pearl aan komt varen, en wordt daarna opgehesen uit het water en is nu zelf de kapitein van de Pearl samen met de bemanning die daar nu bij hoort.

### Pirates of the Caribbean: Dead Man's Chest
Een jaar later na het einde van de eerste film begint de tweede. Ondertussen heeft Jack over de wereldzeeën gezeild om te ontsnappen aan de Zeemacht van Engeland. In de tweede film zijn de 13 jaren inmiddels verstreken en is het tijd voor Jack om zijn belofte aan Davy Jones na te komen. "Bootstrap Bill" Turner, een van Jacks voormalige bemanningsleden die nu voor Davy Jones werkt, en de vader van Will Turner, geeft Jack de beruchte zwarte vlek, een teken dat de Kraken op hem jaagt. Ondertussen worden Will en Elizabeth gearresteerd door Cutler Beckett omdat ze Jack hebben geholpen. Hij zal hen echter clementie tonen als Will hem helpt Jacks kompas te zoeken en Jack te rekruteren als kaper. Zo niet, dan worden ze opgehangen.
Will vindt Jack en zijn bemanning, die gevangen zijn door kannibalen. Hij helpt hen te ontsnappen. Ze bezoeken Tia Dalma, een voodoopriesteres die hen vertelt over de legende van Davy Jones en de Dead Man’s Chest, die Jones' hart zou bevatten. Ook blijkt Jacks kompas naar het ding wijst dat je het liefst wil, dus kan het ook naar de Dead Man's Chest wijzen.
Will wordt gevangengenomen door Davy Jones, maar ontsnapt met hulp van zijn vader en met de sleutel van de Dead Man’s Chest. Will hoopt met Davy’s hart zijn vader te bevrijden van het eeuwig moeten dienen van Davy Jones. Echter, Norrington en Jack willen het hart ook. Jack om aan zijn afspraak met Jones te ontkomen, Norrington om weer in een goed blaadje te komen bij Beckett. Norrington steelt het hart en gaat ermee vandoor, terwijl Jack en Will met de Pearl vluchten voor Jones' schip, de Flying Dutchman. Jones roept de Kraken op, die meteen de Black Pearl aanvalt. Na de eerste aanval geeft Jack het bevel om de Pearl te verlaten.
Jack beseft dat hij nooit in veiligheid kan komen, en dat hij hoe dan ook de dood tegemoet zal komen. Elizabeth wist dit ook. Ze lucht haar hart en haar onderdrukte, onbewuste liefde voor Jack door hem te kussen en Jack vast te ketenen aan de Pearl. Daardoor verdrinkt ze tegelijkertijd haar schuldgevoel en redt ze Will. Het schip gaat ten onder, samen met de kapitein. Jones verklaart Jacks schuld voor vereffend. Ondertussen brengt Norrington Davy Jones’ hart naar Lord Beckett.
Tia Dalma vraagt Jacks bemanning of ze bereid zijn naar het eind van de wereld te gaan om Jack en de Pearl terug te krijgen, en ze stemmen allemaal toe. De film eindigt op het moment dat Barbossa de trap af komt lopen, die uit de dood is teruggehaald door Tia Dalma.
Jack het aapje wordt ook gebruikt om Tia Dalma te betalen voor informatie rondom de Dead Man's Chest met de verklaring: Look, an undead monkey! (Kijk, een ondode aap!)

### Pirates of the Caribbean: At World's End
Aan het begin van de film zit Jack opgesloten in de Locker van Davy Jones en is langzaam gek aan het worden. De locker neemt namelijk de vorm aan van wat de persoon die erin zit het meest haat of vreest. Voor Jack is dat een eindeloze woestijn, met absoluut geen zee om te bevaren. Ondertussen zijn Will Turner, Elizabeth Swann, en Hector Barbossa op zoek naar hem. Ze moeten over de rand van de wereld varen en zo Jack proberen te redden.
Na een ontsnapping uit het dodenrijk, vervolgen ze hun reis naar Shipwreck Cove, de plaats waar de befaamde Brethern Coart samenkomt. Daar ontmoet Jack zijn vader Teague Sparrow en de andere piratenleiders.
Vlak voor het grote gevecht aanbreekt wordt Jack geruild voor Will. Jack zit nu gevangen in de Dutchman en moet aanzien hoe de twee schepen (de Dutchman en de Pearl) elkaar verwoesten. Wanneer hij ontsnapt steelt hij het hart van Davy Jones en gaat de confrontatie met hem aan. Er breekt een gevecht los waarin Will en Elizabeth elkaar midden in het gevecht het jawoord geven, maar uiteindelijk doorboort Davy Jones Will.
Doordat Jack Will helpt het hart van Jones te doorboren, wat het einde betekent van Davy Jones, wordt Will nu de nieuwe kapitein van de Flying Dutchman.
Jack keert later terug naar de Black Pearl en meert aan in een havenstad waar hij uiteindelijk zijn schip kwijtraakt aan Barbossa. Aan het einde van de film wordt duidelijk dat Jack op zoek gaat naar het Levenswater van de Fontein van de Eeuwige Jeugd. Jack wordt namelijk gek van de dood en gaat op zoek naar onsterfelijkheid.
Na de aftiteling is er nog een extra scène te zien waarin je ziet hoe het 10 jaar later met Elizabeth, Will en hun zoon (die dan 9 jaar is) gaat.

### Pirates of the Caribbean: On Stranger Tides
In de vierde film gaat Jack naar Londen, omdat daar iemand zich voor hem uitgeeft en omdat zijn zoektocht naar de fontein niks opgeleverd heeft. Hij wordt daar gevangen door de Britten en gedwongen hen te helpen de fontein te vinden, voordat de Spanjaarden dat doen. Jack ontsnapt echter en spant samen met Blackbeard en diens dochter Angelica. Dit verandert nadat Jack ontdekt dat Blackbeard zijn schip, de Black Pearl, heeft gestolen en gekrompen. Jack doodt Blackbeard uiteindelijk om zo Angelica's leven te redden nadat zij beide zijn verwondt door Barbossa. Jack moet hiervoor wel zijn eigen kans op onsterfelijkheid opgeven. Nadien gaan hij en Gibbs op zoek naar een manier om de Pearl weer te herstellen.

### Pirates of the Caribbean: Dead Men Tell No Tales
In het vijfde deel van de filmreeks heeft Jack Sparrow weer geen geluk: zijn crew heeft hem verlaten na een mislukte bankroof op het eiland Saint-Martin, en de Black Pearl heeft hij nog altijd nog niet kunnen bevrijden uit zijn fles. Nadat hij zijn kompas ruilt voor een fles rum, bevrijdt hij, zonder dat hij het weet, zijn oude vijand Salazar, die opgesloten zit in de Devils Triangel en bovendien een soort van spook is, uit de Bermudadriehoek en nu hij vrij is wil hij wraak nemen op wat Jack Sparrow hem heeft aangedaan. Jack wordt gearresteerd en in de gevangenis ontmoet hij Henry Turner, de zoon van Elizabeth Swann en Will Turner. Hij vertelt Jack over Salazar en dat zijn enige hoop de Drietand van Poseidon is. Ook vertelt Henry over Carina Smyth, die in bezit is van de "Map No Man Can Read", de kaart die je leidt naar de Drietand. Hij maakt een deal met Henry, maar Jack staat op het randje om geëxecuteerd te worden. Vlak voor zijn executie wordt hij gered door zijn oude crew en samen met Carina en Henry begint de zoektocht naar de Drietand.
Jack, samen met Carina en Henry, verlaat uiteindelijk de Dying Gull in een roeibootje, maar wordt achterna gezeten door Salazar, die ondode haaien op hen heeft afgestuurd. Op ongelooflijke wijze weet het drietal aan land te komen en van de haaien te ontsnappen, als Salazar vlak voor het land Jack Sparrow terugziet. Nu is het Jack ook duidelijk dat Salazar en zijn spookpiraten niet aan land kunnen gaan. Na hun gesprek worden ze gevangen genomen door Pigg, een oude kennis van Sparrow, die eist dat Jack trouwt met zijn dochter, anders wordt hij gedood. Net op het moment komt Barbossa aangevlogen, die Jack redt van Pigg en zijn dochter, maar eigenlijk alleen maar geïnteresseerd is in de Black Pearl. Hij weet deze te bevrijden (waar Jack niet in geslaagd is) en omdat de twee in het verleden al eens kapiteinskwestie hadden, bindt Barbossa Jack maar aan de mast van de Pearl. De Silent Mary (het schip van Salazar) vindt de Pearl en valt gelijk aan. Henry weet Jack te bevrijden voordat Salazar de kans krijgt om hem te doden en Jack en Salazar vechten het uit totdat de twee schepen op een eiland afvaren en aangezien Salazar en zijn crew niet te dicht bij land mogen komen, vluchten ze naar hun eigen schip en nemen Henry gegijzeld.
Jack en Carina weten uiteindelijk in de tombe van Poseidon te geraken en zien de drietand. Salazar is er ook, in gedaante van Henry en vecht met Jack. Ook neemt Salazar zijn eigen gedaante terug vorm. Uiteindelijk slaagt Henry erin de Drietand te vernietigen, wat nodig is om elke vloek op zee te verbreken zodat zijn vader, Will Turner, niet langer kapitein is van De Vliegende Hollander. Salazar is niet langer een geest en sterft als de Pearl het anker laat zakken om Sparrow, Henry en Carina te redden. Barbossa laat zich vallen om Salazar mee te sleuren naar de diepte.
Jack zet Henry en Carina af op het eiland waar Elizabeth Swann woont en zeilt de horizon tegemoet: eind goed al goed.

## Persoonlijkheid
Jack Sparrow is een sterke aanhanger van de “Piratencode” en riskeert vaak zijn leven om anderen te helpen, vooral Will en Elizabeth. Hij is echter ook niet te beroerd de twee voor zijn karretje te spannen en voor zijn eigen doelen te gebruiken. Hij vertrouwt ook meer op zijn intelligentie en vaardigheden dan op fysieke kracht om zichzelf te beschermen. Hoewel hij niet zo ervaren is in zwaardvechten als Will Turner kan hij zich wel staande houden in een duel met hem. Hij is ook een van de weinige personages die zeer goed overweg kan met vuurwapens.
Sparrow komt altijd over als een enigszins dronken man. Hij is dan ook dol op rum, vooral als gevolg van zijn verblijf op het onbewoonde eiland na de muiterij, waar hij een ruimte vol rum vond.
Jack heeft standaard een aantal voorwerpen bij zich, waaronder zijn pistool, zwaard, hoed en kompas. Zijn zwaard is een sabel in plaats van een hartsvanger zoals die normaal gebruikt wordt door piraten. Zijn hoed is zijn favoriete voorwerp. Hij wordt maar zelden gezien zonder het ding, en probeert hem altijd terug te krijgen. Toen zijn hoed overboord werd gesmeten door Jack (het aapje) tijdens een poging te ontsnappen aan de Kraken gaf Jack wel het bevel het ding achter te laten. Iets dat zijn gehele bemanning versteld deed staan. Zijn kompas heeft hij ooit gekregen van Tia Dalma, het wijst niet naar het noorden en men denkt daarom vaak dat het stuk is. Het kompas wijst altijd naar datgene wat de gebruiker het liefste wil hebben, maar het werkt niet als de gebruiker niet kan besluiten wat hij het liefste wil. Het kompas is het enige voorwerp dat Jack vrijwillig uitleent.
Jack beschouwt zichzelf als een vrouwenversierder, maar is niet echt in staat een lange relatie aan te gaan. Vaak krijgt hij dan ook een klap in het gezicht te verduren van elke vrouw waar hij iets mee heeft gehad.
Jack staat erop dat iedereen hem kapitein noemt. Als hij weer eens uit een hachelijke situatie is ontsnapt zegt hij vaak "This is the day you will always remember as the day you almost caught Captain Jack Sparrow." (“Dit is de dag die jullie zullen herinneren als de dag waarop jullie bijna kapitein Jack Sparrow vingen”). Tweemaal in de eerste twee films wordt hij echter op humoristische wijze onderbroken.
In tegenstelling tot andere piraten is Jack geobsedeerd door bovennatuurlijke schatten in plaats van gewoon goud en juwelen. In de vierde film gaat hij op zoek naar de bron van de eeuwige jeugd, daar zijn verblijf in Davy Jones' locker hem bang heeft gemaakt voor de dood. Hij gaf echter een eerdere kans op onsterfelijkheid op door niet zelf Davy Jones' hart te doorboren, maar dit door de stervende Will Turner te laten doen.
Als iemand, meestal Cutler Beckett, hem Jack Sparrow noemt, is zijn standaardreactie: “Captain, Captain Jack Sparrow”.

## In andere media

### Computerspelen
Sinds 2013 is er een verzamelfiguur van het personage Jack Sparrow voor het computerspel Disney Infinity. Zodra deze figuur op een speciale plaats wordt gezet, verschijnt het personage online in het spel. De Nederlandse stem wordt voor het spel ingesproken door Pepijn Gunneweg.